# Ruth Benedict
Ruth Benedict z domu Fulton (ur. 5 czerwca 1887 w Nowym Jorku, zm. 17 września 1948 tamże) – amerykańska badaczka z dziedziny antropologii.
Uczęszczała do Vassar College, które ukończyła w 1909 roku. Od 1919 roku studiowała na Columbia University, gdzie była uczennicą Franza Boasa. W 1923 roku otrzymała doktorat i rozpoczęła pracę na wydziale. Do jej studentów należeli Margaret Mead, z którą miała romans, oraz Marvin Opler.
Jej badania miały wielkie znaczenie dla rozwoju antropologii kulturowej. Jej największe dzieło to Wzory kultury (Patterns of Culture, 1934). Badała plemiona Ameryki Północnej, w tym kalifornijskie plemię Serrano i kanadyjskie Czarne Stopy.
Antropologia według niej to nauka o ludziach żyjących w społeczeństwie, kultura natomiast to syntetyczna i zintegrowana konfiguracja wzorów myślenia (zorganizowana wokół wzoru głównego). Kultura jest niepowtarzalna i niesprowadzalna do swych elementów. Nie można analizować pojedynczych wzorów w oderwaniu od całości.
Wpływy idei Franza Boasa, jej nauczyciela i mentora, nazywanego ojcem amerykańskiej antropologii, są wyraźne w pracy Benedict. Ruth Benedict jest kontynuatorką jego badań.
Benedict zajmowała pozycję przewodniczącej Amerykańskiego Towarzystwa Antropologicznego i była członkinią Amerykańskiego Towarzystwa Folklorystycznego. Jej praca skierowała zarówno antropologię, jak i folklorystykę na nowe tory – odeszła od dyfuzjonizmu kulturowego ku teoriom ujmującym kulturę w sposób zintegrowany, interpretującym ją jako całość. Zajmowała się relacjami pomiędzy osobowością, sztuką, językiem i kulturą. Nacisk kładła na fakt, że żaden z tych elementów nie istnieje w izolacji – taką teorię przedstawiła w książce Wzory kultury wydanej w 1934 roku.
Inna jej znana praca to studium kultury japońskiej, Chryzantema i miecz: wzory kultury japońskiej (The Chrysanthemum and the Sword: Patterns of Japanese Culture, 1944).

## Życie

### Dzieciństwo
Benedict urodziła się jako Ruth Fulton, córka Beatrice i Fredericka Fultona 5 czerwca 1887 roku. Jej matka pracowała w mieście jako nauczycielka, natomiast ojciec był homeopatą i chirurgiem. Praca Fultona doprowadziła do przedwczesnej śmierci, gdyż zaraził się nieznaną chorobą podczas operacji w 1888 roku. W związku z jego chorobą rodzina przeniosła się do Norwich, na farmę dziadków Ruth od strony matki, Shattucków. Fulton umarł rok później, dziesięć dni po powrocie z Trynidadu, gdzie udał się w poszukiwaniu lekarstwa.
Beatrice Fulton głęboko przeżyła śmierć męża. Co marzec płakała nad jego grobem, wspomnienia o nim wywoływały nawroty smutku. Ruth uważała smutek matki za słabość. Największym tabu było dla niej publiczne wyrażanie negatywnych emocji i płacz. Wspomina: „Kochałam moją matkę, gniewał mnie jej kult cierpienia...”. Wydarzenia z dzieciństwa głęboko odbiły się na niej psychologicznie, gdyż za jednym razem straciła oboje rodziców „ojca przez śmierć i matkę przez smutek”.
Jako kilkulatka zachorowała na odrę, co znacznie osłabiło jej słuch, o czym dowiedziała się dopiero kiedy poszła do szkoły. Jako dziecko Ruth była zafascynowana śmiercią. Kiedy miała cztery lata jej babcia zabrała ją, by zobaczyła dziecko, które niedawno umarło. Zobaczywszy twarz nieżywego dziecka Ruth miała stwierdzić, że to najpiękniejsze, co kiedykolwiek widziała.
W wieku siedmiu lat Ruth zaczęła pisać krótkie zdania i czytała cokolwiek wpadło jej w ręce. Jej ulubioną autorką była Jean Ingelow, a jej ulubione lektury to Legendy z Bregenz i Drzewo Judasza. Pisanie dało jej aprobatę rodziny. Jej pisanie charakteryzowało się wnikliwą obserwacją rzeczywistości. Na przykład w ostatniej klasie liceum napisała opowiadanie „Wesele Lulu” (Prawdziwa historia), w której opisuje wesele służącej. Zamiast romantyzować wydarzenia, ukazuje nieromantyczny aspekt, zaaranżowane małżeństwo ze znacznie starszym mężczyzną.
Choć fascynacja Ruth śmiercią zaczęła się wcześnie, kontynuowała studia nad jej wpływem na ludzi przez całą swoją karierę.
W swojej książce Wzory kultury Benedict bada kulturę Pueblo i to, jak jej przedstawiciele radzą sobie ze śmiercią i żalem. Opisuje jak różnie ludzie radzą sobie z frustracją i smutkiem jako reakcją na śmierć. Społeczeństwa mają normy społeczne, którymi się kierują, niektóre pozwalają na większą ekspresję żałoby, inne jej nie uznają.

### Studia i ślub
Po ukończeniu liceum Margery (siostra Ruth) i Ruth mogły rozpocząć naukę w St. Margaret’s School for Girls, przygotowującej do college’u, z pełnym stypendium. Obie dobrze ją ukończyły i we wrześniu 1905 poszły do Vassar College. W tym okresie mówiono, że studiujące dziewczyny nie mają dzieci i nigdy nie wychodzą za mąż. Ruth mimo wszystko była zainteresowana rozwojem naukowym a pisanie odpowiadało jej jako forma wyrażania siebie. Była „intelektualnym radykałem”, jak nazywali ją niektórzy z kolegów. W czasach szkolnych silny wpływ wywarł na nią Walter Pater. Ruth i jej siostra ukończyły college w 1909 roku, specjalizując się w literaturze angielskiej. Ruth została zaproszona przez uczelnię na wycieczkę po Europie, podczas której zwiedziła Francję, Szwajcarię, Włochy, Niemcy i Anglię.
W ciągu kilku następnych lat Ruth próbowała podejmować się różnych prac. Najpierw pracowała dla Towarzystwa Organizacji Charytatywnych, następnie została nauczycielką w Szkole dla Dziewcząt Westlake w Los Angeles. Pracując tam zainteresowała się Azją, co później wpłynęło na jej wybór terenu w pracy antropologicznej. Sama praca jednak nie satysfakcjonowała jej i po roku opuściła Los Angeles by uczyć angielskiego w Pasadenie, w Orton School for Girls. Był to trudny okres: Ruth cierpiała na depresje i była samotna, jednak czytanie takich autorów jak Walt Whitman i Jefferies dało jej entuzjazm i nadzieję na lepszą przyszłość.
W lecie po pierwszym roku nauczania w Orton School Benedict wróciła do domu, na farmę Schattucków by spędzić tam trochę czasu. To tam zaczął ją odwiedzać Stanley Benedict, biochemik z Cornell Medical College. Poznała go przypadkiem w Buffalo około 1910 roku. Tego lata Ruth zakochała się w Stanleyu. Zaczęli częściej się spotykać i Ruth zgodziła się wziąć z nim ślub.
W tym czasie Ruth podjęła się kilku projektów poza codziennymi zajęciami i życiem ze Stanleyem. Zaczęła publikować poezję pod różnymi pseudonimami – Ruth Stanhope, Edgar Stanhope i Anne Singleton.
Zaczęła też pracować nad biografią Mary Wollstonecraft i innych mniej znanych kobiet, które jej zdaniem zasługiwały na więcej uznania za ich pracę i wkład w naukę. Około 1918 roku para zaczęła oddalać się od siebie. Stanley z powodów zdrowotnych chciał spędzać więcej czasu poza miastem, natomiast Benedict nie była zadowolona z przeprowadzki do Bedford Hills, zbyt daleko od miasta.

## Kariera antropologiczna

### Edukacja i wczesna kariera
Ruth zamierzała rozwijać się w kierunku filozofii i uczęszczała na wykłady w New School for Social Research. Tam wzięła udział w kursie „Płeć w etnologii” prowadzonym przez Elsie Clews Parsons. Podobał jej się, wybrała więc kolejny kurs antropologiczny prowadzony przez Alexandra Goldenweisera, ucznia wybitnego antropologia Franza Boasa. Pod kierunkiem Goldenweisera, Ruth coraz bardziej angażowała się w antropologię. Po roku pracy z Goldenweiserem Benedict rozpoczęła w 1921 roku studia na Columbia University, gdzie była studentką Franza Boasa. Z Boasem łączyła ją bliska przyjaźń, mówiła o nim „Papa Franz”.
Benedict napisała pracę „Pojęcie duchów opiekuńczych w Ameryce Północnej” i w 1924 roku otrzymała doktorat z antropologii. Zaprzyjaźniła się też z Edwardem Sapirem, który zachęcał ją do kontynuowania badań nad relacjami między indywidualną kreatywnością a wzorami kulturowymi. Sapir i Benedict dzielili zainteresowanie poezją, czytali też wzajemnie swoje prace. Oboje wysyłali je do tych samych wydawców i oboje byli odrzucani. Łączyło ich również zainteresowanie psychologią i związkiem indywidualnych osobowości z wzorami kulturowymi. Niemniej jednak, Sapir nie zawsze rozumiał uczucia i myśli Benedict. Różniły ich przede wszystkim konserwatywne spojrzenie Sapira na kwestię płci, w sprzeczności z emancypacyjnymi poglądami Benedict. Choć byli bliskimi przyjaciółmi, to właśnie różnice światopoglądowe zaważyły na rozpadzie przyjaźni.
W 1922 roku Benedict prowadziła swój pierwszy wykład antropologiczny w Barnard. Jedną z jej studentek była Margaret Mead. Benedict przekonała ją do zmiany specjalizacji z psychologii na antropologię.
Boas uważał Benedict za cenny nabytek dla wydziału antropologicznego. W 1931 roku mianował ją adiunktem, choć dopiero po rozwodzie ze Stanleyem Benedict przyjęła stanowisko.
Jedną ze studentek pod szczególnym wpływem Benedict była Ruth Schlossberg Landes. Listy wysyłane przez Landes świadczą o tym, że była zafascynowana kursami Benedict i jej niekonwencjonalnym podejściem.
Kiedy Boas przeszedł na emeryturę w 1937 roku większość studentów spodziewała się, że Ruth Benedict będzie jego następczynią na czele wydziału. Jednak zarząd uniwersytetu Columbia nie był tak nowoczesny jak jego studenci w kwestii kobiet w nauce a rektor Nicholas Murray Butler chciał ograniczyć wpływ naśladowców Boasa, których uważał za politycznych radykałów. Stanowisko objął więc Ralph Linton, jeden z byłych studentów Boasa, weteran pierwszej wojny światowej i zagorzały krytyk „Wzorów kultury” Benedict. Wybór Lintona był zniewagą dla Benedict. Wydział był podzielony na dwa stronnictwa, Lintona i Benedict. Oboje byli wybitnymi antropologami z wpływowymi publikacjami, choć żadne z nich nigdy nie cytowało prac drugiego.

### Związek z Margaret Mead
Margaret Mead i Ruth Benedict są uważane za dwie najsłynniejsze i najbardziej wpływowe antropolożki swoich czasów. Mead i Benedict łączyła pasja i duma z bycia kobietą odnoszącą sukces w czasach, gdy taka sytuacja uchodziła za niezwykłą. Badaczki wzajemnie krytykowały swoje prace. Ich związek, początkowo oparty na pracy, przerodził się też w romans. Benedict i Mead chciały walczyć ze stereotypami dotyczącymi kobiet pokazując, że kobiety mogą odnosić sukces zawodowy mimo że świat pracy wydawał się w ich czasach być światem mężczyzn. Kiedy Benedict umarła na atak serca w 1948 roku, Mead kontynuowała jej pracę – nadzorowała prowadzone przez Benedict projekty, redagowała i publikowała zapiski zebrane w toku całej pracy Benedict.

### Czasy powojenne
Przed II wojną światową wykłady Benedict w Bryn Mawr College skupiały się na idei synergii. Jednak po wojnie jej zainteresowania zmieniły się i wykłady te nigdy nie były ukończone. Po wojnie Benedict skupiła się na ukończeniu książki Chryzantema i miecz. Wzory kultury japońskiej. Należy zaznaczyć, że oryginalne notatki z przedwojennych wykładów nigdy nie zostały odnalezione po jej śmierci. Benedict została wybrana do American Academy of Arts and Sciences w 1947 roku. Po wojnie kontynuowała nauczanie. Zaledwie dwa miesiące przed śmiercią 17 września 1948 roku awansowała do stopnia profesora.

## Tłumaczenia prac na język polski
- Wzory kultury (Patterns of Culture), 1934, wyd. pol. wstęp Franz Boas, wyd I: przedmowa do wyd. pol. Antonina Kłoskowska, Warszawa 1966, PWN, s. 386, wyd II-IV: Wyd Muza 1999, 2002, 2008, ISBN 978-83-7495-582-9
- Chryzantema i miecz. Wzory kultury japońskiej (The Chrysanthemum and the Sword. Patterns of Japanese Culture), 1946, wyd. pol. przedmowa i tłumaczenie Ewa Klekot, Warszawa 1999, 2003, PIW, ISBN 83-06-02734-5